# Jerzy Petrus
Jerzy Tadeusz Petrus (ur. 1946) – polski historyk sztuki, wicedyrektor ds. muzealnych Zamku Królewskiego na Wawelu.

## Życiorys
Ukończył studia magisterskie z zakresu historii sztuki. Jest wieloletnim pracownikiem Zamku Królewskiego na Wawelu – Państwowych Zbiorów Sztuki. Doszedł do stanowiska zastępcy dyrektora tej instytucji. Jest autorem licznym artykułów naukowych publikowanych w takich periodykach jak „Studia Muzealne”, „Studia Waweliana”, „Studia do Dziejów Wawelu” i inne. Został członkiem Komisji Historii Sztuki Polskiej Akademii Umiejętności. Był odpowiedzialny za ogólnopolski program „Grunwald 2010”. Zajmuje się działaniami na rzecz ratowania zabytków kultury i sztuki polskiej na obszarze współczesnej Ukrainy, Białorusi, Litwy i Łotwy.
W 2010 prezydent Bronisław Komorowski, za wybitne zasługi dla Polonii na świecie, za promowanie Polski oraz działalność na rzecz krzewienia polskich tradycji i kultury, odznaczył go Krzyżem Komandorskim Orderu Odrodzenia Polski. Odznaczony został także Krzyżem Kawalerskim Orderu „Za Zasługi dla Litwy” (2011).